# Victoria's Secret

Varianta loga

Victoria's Secret (v překladu Viktoriino Tajemství) je americká značka spodního prádla, parfémů a oblečení.

## Historie
Značka Victoria's Secret byla založena Roy Raymondem v roce 1977 v San Franciscu. Po pěti letech se rozhodl firmu prodat za milion amerických dolarů společnosti The Limited, která ji vlastní dodnes. V devadesátých letech se společnost výrazně rozrostla, provozovala přes 350 prodejen napříč Spojenými státy a její obrat překročil miliardu dolarů. Na přelomu tisíciletí se do vedení dostala Sharen Jester Turney, za jejího vedení se obrat společnosti v roce 2006 zvýšil na 7,7 miliard dolarů.
V lednu 2023 bylo oznámeno, že Victoria's Secret otevře v květnu 2023 první prodejnu v České republice v nákupním centru Westfield Chodov. 

## Charakteristika firmy
Victoria's Secret je jednou z nejznámějších značek spodního prádla; soustřeďuje se i na parfémy, módní doplňky, plavky a dokonce i oblečení. Modelky pracující pro Victoria's Secret se nazývají Angels.

## Modelky Victoria's Secret
- Naomi Campbell
- Eva Herzigová
- Aminata Niaria
- Ana Beatriz Barros
- Fernanda Tavares
- Taylor Hill
- Gigi Hadid
- Bella Hadid
- Kendall Jenner
- Cara Delevigne
- Sara Sampaiová
- Barbara Palvinová
- Martha Hunt
- Romee Strijdová
- Elsa Hosk
- Helena Christensenová (1997–1998)
- Karen Mulder (1997–2000)
- Stephanie Seymourová (1997–2000)
- Daniela Peštová (1997–2002)
- Tyra Banksová (1997–2005)
- Maria Inés Rivero (1998)
- Laetitia Casta (1998–2000)
- Gisele Bündchenová (2000–2006)[6]
- Izabel Goulart (2005–2008)
- Karolína Kurková (2005–2008)
- Selita Ebanksová (2005–2008)
- Heidi Klumová (1999–2010)[7]
- Marisa Millerová (2007–2010)
- Rosie Huntington-Whiteleyová (2010)
- Chanel Iman (2010–2012)
- Erin Heathertonová (2010–2013)
- Miranda Kerr (2007–2013)
- Adriana Lima (2000–2018)[8]
- Alessandra Ambrosiová (2000–2017)
- Doutzen Kroesová (2008–2015)[5]
- Behati Prinsloo (2009– )
- Candice Swanepoel (2010– )
- Lily Aldridgeová (2010–2018)
- Lindsay Ellingson (2011– )
- Karlie Kloss (2013–2015)